# Établissement public d'enseignement primaire
 (janvier 2016).
.
Des établissements publics d'enseignement primaire — EPEP ont été créés à titre expérimental en France par l'article 86 de la loi du 13 août 2004, relative aux libertés et responsabilités locales ; la durée d'expérimentation était de cinq ans.
Il s'agissait de regrouper, au niveau d'une commune ou d'une communauté de communes (établissements publics de coopération intercommunale), les écoles primaires (classes élémentaires et pré-élémentaires).
Les motifs avancés pour la création des EPEP étaient :
- « permettre, notamment en milieu urbain, d’assurer une plus grande mixité sociale en réunissant sous un même EPEP des écoles sociologiquement différentes et favoriser notamment la mutualisation des moyens en faveur des élèves les plus en difficultés ;
- « encourager le regroupement d’écoles de petites tailles pour former un seul établissement, éclaté, et permettre ainsi une émulation pédagogique qui fait défaut notamment dans les toutes petites structures que l’on trouve en milieu rural ;
- « mutualiser les moyens humains, pédagogiques et financiers au bénéfice des élèves et créer un véritable statut d’emploi pour les directeurs d’EPEP ».

## Polémique
Les collectivités mettant en place ces dispositifs avançaient une réduction des coûts (économies d'échelle) et la possibilité d'avoir des équipements de qualité, de faire des investissements importants.
Certaines associations de parents d'élèves, syndicats d'enseignants et l'Association des maires de France reprochaient au projet de fabriquer de « l'élevage en batterie », en remplaçant des écoles « à taille humaine de proximité » par de grands établissements, avec à la clef :
- une baisse de la qualité de vie des élèves — environnement déshumanisé, temps de transport augmenté (donc diminution du temps de sommeil) ;
- une augmentation du trafic routier, avec une augmentation des risques d'accident, des frais et un impact environnemental négatif ;

et de favoriser par ricochet l'enseignement privé, seule manière d'échapper à ce système.